# هایاته هاچیکوبو
هایاته هاچیکوبو (انگلیسی: Hayate Hachikubo؛ زادهٔ ۲۳ ژوئن ۱۹۹۳) بازیکن فوتبال اهل ژاپن است.